# 伯格·佛雷德里克森
伯格·佛雷德里克森（Børge Frederiksen，1920年—?），是前丹麥羽球運動員。
伯格·佛雷德里克森於1943年與傑斯波·畢一起成為丹麥羽球雙打冠軍。1947年，他與塔格·麥德森一起贏得了丹麥羽球公開賽男子雙打冠軍。1948年，他與普雷本·達貝爾斯汀一起贏得全英羽球錦標賽男子雙打冠軍。一年後，他贏得了丹麥單打冠軍和丹麥公開賽冠軍。